# 松木栄吉
松木 栄吉（まつき えいきち、生没年不詳）は明治時代の地本問屋。

## 来歴
明治時代に東京府浅草区千束2丁目42番地において地本問屋を営業していた。豊原国周の柱絵「みみこすり・ないしやうの咄」を出版している。